# Cojoba valerioi
Cojoba valerioi là một loài thực vật có hoa trong họ Đậu. Loài này được Britton & Rose miêu tả khoa học đầu tiên.